# Lãnh thổ Dakota
Lãnh thổ Dakota (tiếng Anh: Dakota Territory hay Territory of Dakota) là một lãnh thổ hợp nhất có tổ chức của Hoa Kỳ, tồn tại từ ngày 2 tháng 3 năm 1861 cho đến 2 tháng 11 năm 1889 khi phần đất bị thu hẹp cuối cùng còn lại của lãnh thổ bị tách ra làm hai và cho phép gia nhập vào liên bang để trở thành hai tiểu bang Bắc Dakota và Nam Dakota.

## Lịch sử
Lãnh thổ Dakota gồm có phần đất cận bắc nhất thuộc Cấu địa Louisiana của Hoa Kỳ. Tên lãnh thổ ám chỉ đến chi hệ Dakota của các bộ lạc người bản địa Sioux sinh sống trong khu vực vào lúc đó. Phần lớn Lãnh thổ Dakota trước kia từng là một phần của các lãnh thổ Minnesota và Nebraska. Khi Minnesota trở thành một tiểu bang vào năm 1858, phần đất còn lại nằm giữa sông Missouri và ranh giới phía tây của Minnesota trở thành vô tổ chức. Khi Hiệp định Yankton được ký kết vào cuối năm đó với kết quả phần nhiều vùng đất của người bản địa Sioux được nhượng cho chính phủ Hoa Kỳ thì những người định cư đầu tiên tại đây đã tổ chức một chính quyền lâm thời không chính thức và đã vận động cho vùng đất này được trở thành một lãnh thổ nhưng không thành công. Ba năm sau đó, cháy rể của tổng thống tân cử Abraham Lincoln's là J.B.S. Todd đã đích thân vận động cho vùng đất này trở thành một lãnh thổ và sau cùng chính phủ tại Washington chính thức thành lập Lãnh thổ Dakota. Nó trở thành một lãnh thổ có tổ chức vào ngày 2 tháng 3 năm 1861. Ngay khi thành lập, Lãnh thổ Dakota bao trùm phần lớn các tiểu bang Montana và Wyoming ngày nay.

## Lãnh thổ Dakota trong Nội chiến Hoa Kỳ
Lãnh thổ Dakota không trực tiếp dính líu vào Nội chiến Hoa Kỳ nhưng có tuyển mộ một số binh sĩ để bảo vệ các khu định cư sau Chiến tranh Dakota 1862. Chính cuộc chiến tranh này đã gây ra sự thù địch với các bộ lạc Sioux trong Lãnh thổ Dakota. Quân khu Tây Bắc đã phái quân viễn chinh vào Lãnh thổ Dakota trong các năm 1863, 1864 và 1865. Quân khu cũng thiết lập các binh trại trong Lãnh thổ Dakota để bảo vệ các khu định cư biên cương của Lãnh thổ Dakota, Iowa và Minnesota và lưu thông dọc theo sông Missouri.

## Lãnh thổ Dakota và trở thành tiểu bang
Sau nội chiến, sự thù địch vẫn tiếp tục với người bản địa Sioux cho đến khi Hiệp định Fort Laramie được ký kết vào năm 1868. Vào năm 1868, các lãnh thổ mới được thành lập đã khiến cho diện tích của Lãnh thổ Dakota thu hẹp lại như ranh giới hiện tại của hai tiểu bang Nam và Bắc Dakotas. Các quận của lãnh thổ được phân định vào năm 1872 trong đó có Quận Bottineau, Quận Cass và các quận khác.
Sau khi trở thành một lãnh thổ có tổ chức, dân số tăng rất chậm trong những năm đầu tiên và rồi tăng rất nhanh từ năm 1870 đến 1880. Dân số người da trắng phát triển chậm vì một số lý do. Chính yếu là vì người bản địa Sioux được xem là rất thù địch và là một mối đe dọa cho các người định cư đầu tiên trong lãnh thổ. Dần dần người bản địa bị đánh bại và không còn là mối đe dọa lớn.
Việc gia tăng dân số có thể là nhân tố góp phần làm phát triển hệ thống đường sắt, đặc biệt là hệ thống Đường sắt Bắc Thái Bình Dương. Những người định cư tìm đến Lãnh thổ Dakota là di dân từ các lãnh thổ khác ở miền tây và cũng có nhiều người khác từ Bắc và Tây Âu đến. Nhóm người này gồm có số đông là người Na Uy, Đức, Thụy Điển, và Canada.
Thương nghiệp ban đầu chỉ chủ yếu là mua bán da thú. Nó được tiến hành bằng tàu chạy hơi nước dọc theo các con sông đến các khu định cư. Vàng được tìm thấy tại Black Hills vào năm 1874 và đã thu hút nhiều người định cư hơn, làm bùng nổ chiến tranh Sioux lần cuối cùng. Sự bùng nổ dân số làm cho nhu cầu về thịt gia tăng, kéo theo sự phát triển chăn nuôi bò trên các vùng đất rộng lớn của lãnh thổ. Với sự xuất hiện của hệ thống đường sắt, nông nghiệp trồng lúa mì trở thành một nguồn nông sản sinh lợi chính của lãnh thổ. Lãnh thổ gặp hó khăn kinh tế vào thập niên 1880 vì giá lúa mì xuống thấp và thời tiết khô hạn.

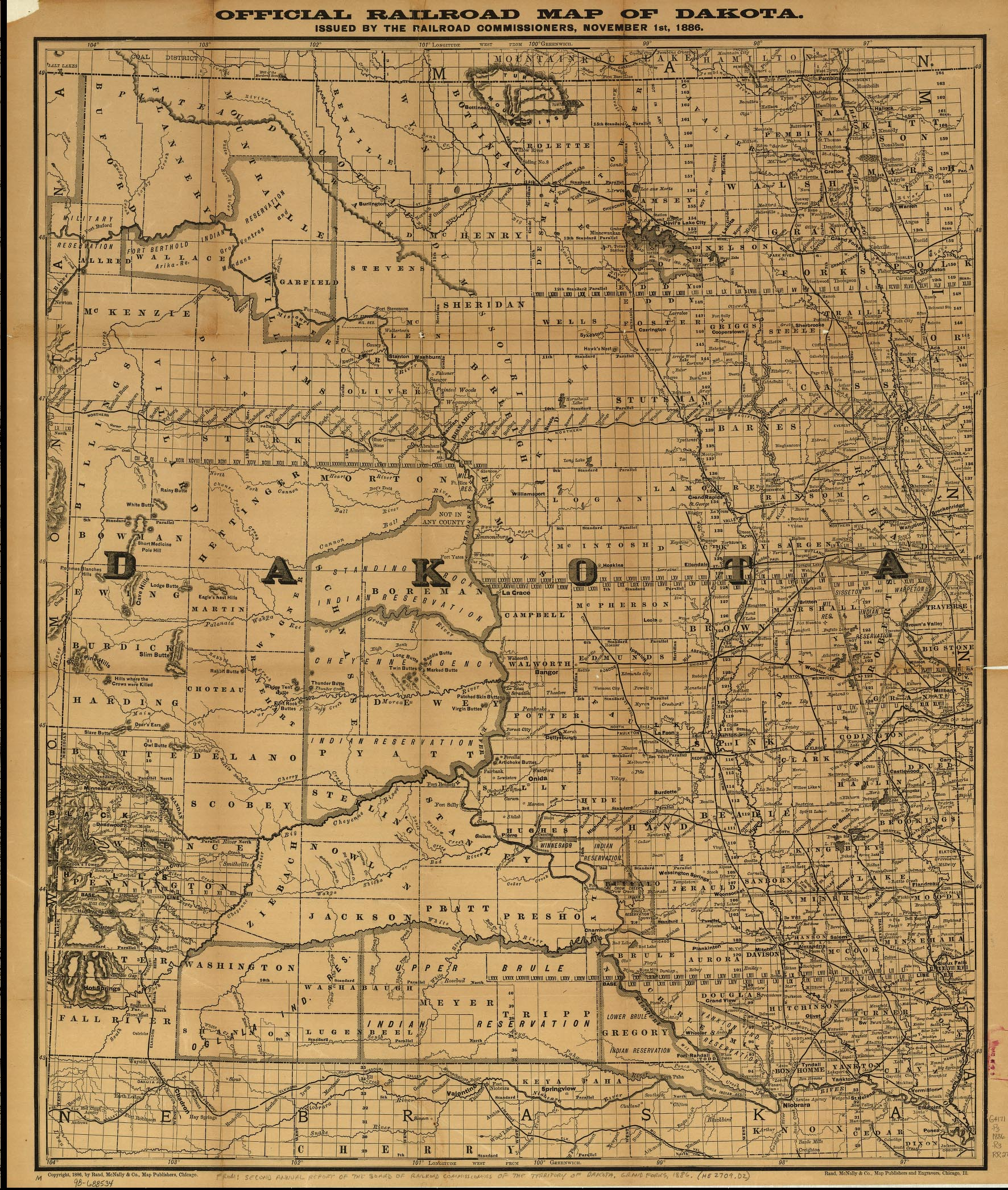
Lãnh thổ Dakota, khoảng năm 1886

Thủ phủ lãnh thổ là Yankton từ năm 1861 cho đến năm 1883 khi nó được dời về Bismarck. Lãnh thổ Dakota được chia thành tiểu bang Bắc Dakota và Nam Dakota vào ngày 2 tháng 11 năm 1889. Việc cho phép lãnh thổ gia nhập vào liên bang thành hai tiểu bang, chớ không phải là một, được thực hiện vì một số lý do. Hai trung tâm dân số của lãnh thổ nằm tại góc đông bắc và đông nam của lãnh thổ, cách nhau đến vài trăm dặm Anh. Nếu Dakota được phép trở thành một tiểu bang thì nó sẽ là tiểu bang lớn thứ hai của Hoa Kỳ, đứng sau tiểu bang California (Texas vẫn chưa được phép tái gia nhập liên bang sau nội chiến). Lúc đó cũng có một số áp lực muốn giữ các tiểu bang mới có diện tích gần như bằng nhau. Trên mức độ quốc gia, có áp lực từ đảng Cộng hòa muốn có hai tiểu bang để đảng được thêm quyền lực trong Quốc hội Hoa Kỳ (mỗi tiểu bang được hai Thượng nghị sĩ tại Quốc hội Hoa Kỳ).